# Daniel Lioneye and the Rollers
Daniel Lioneye and the Rollers  (ook wel kort weg Daniel Lioneye) is een alternatieve-rockband uit Finland. De band is in 2001 opgericht als een project van de band HIM. 
Het debuutalbum The King of Rock'n Roll was opgenomen, gemixt en gemasterd in vijf dagen en valt in de genres stoner rock en rock-'n-roll.
Voordat de band aan de opnames begon waren er nog maar drie nummers klaar. De productie van de cd was in handen van Hiili Hiilesmaa, die tevens de zanger van The Skreppers is. Het openingsnummer van de cd The King of Rock'n Roll werd door Bam Margera gebruikt voor het intro van zijn MTV-serie "Viva la Bam".
Het tweede album, simpelweg Vol. II, verscheen in 2010 en klinkt totaal anders dan het debuutalbum. Het album werd door de band beschreven als extreme rock 'n roll met black metal invloeden. De samenstelling van de band veranderde ook.  Mikko 'Linde' Lindström is de vocalist, gitarist en bassist, Burton is de toetsenist en Bolton de drummer. 

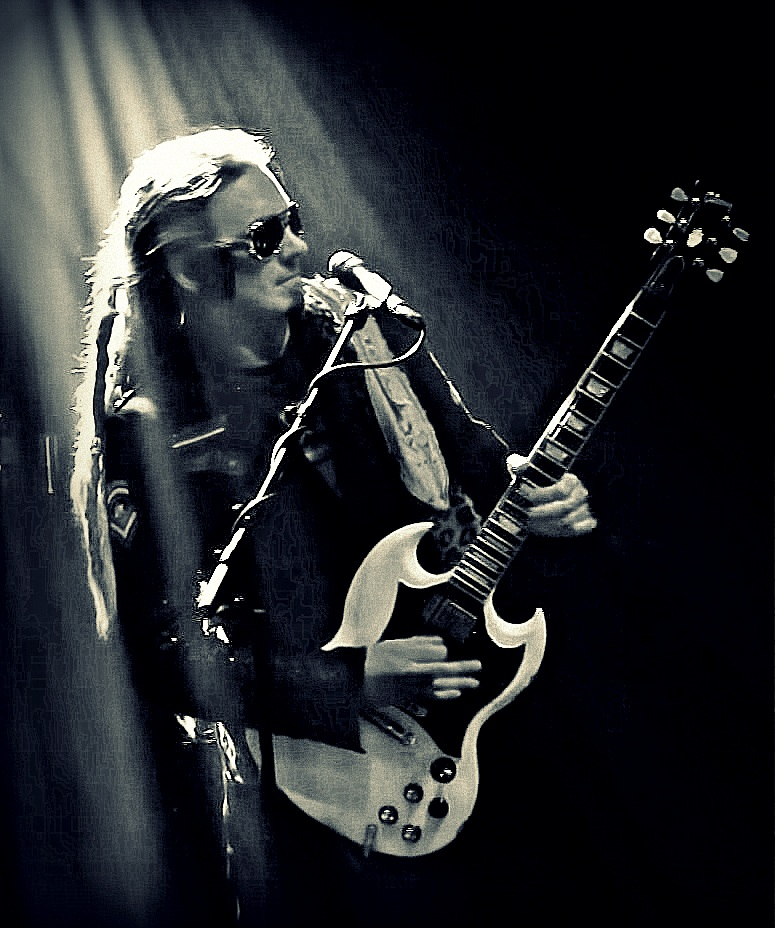
Linde Lindström

## Bandleden
Ten tijde van het eerste album; The King of Rock'n Roll
- Zang en gitaar:  Mikko Lindström (tevens bekend onder de namen: Linde, Lily Lazer en Daniel Lioneye, gitarist van HIM).
- Basgitaar: Mikko Paananen (tevens bekend als Mige Amour, basgitarist van HIM)
- Drum: Ville Valo (zanger van HIM)
- Keyboard: Hiili Hiilesmaa (zanger van The Skreppers)
- Andere leden: Ike (lichttechnicus van HIM)

Ten tijde van het tweede album; Vol. II
- Zang, gitaar, basgitaar:  Mikko 'Linde' Lindström
- Keyboard: Burton (HIM)
- Drum: Bolton (Enochian Crescent)

## Discografie
- 2001: The King of Rock'n Roll

Tracklist:
The King of Rock'n Roll
Roller
Dope Danny
Never Been In Love
Eldorado Baby
Lonely Road
International P-Lover
We Gonna Rockin Tonight
Knockin On Heaven's Door
- 2010: Vol. II

Tracklist:
Euroshaman
Flatlined
Saturnalia
Neolithic Way
I Saw Myself
The Mentat
I Have Never Wanted To Be Number One
Who Turned The Lights Out
Kiss of the Cannibal
- 2016: Vol. III

Tracklist:
Messier 0
Blood On The Floor
Break It Or Heal It
License To Defile
Ravensong
Alright
Baba Satanas
Aetherside
Dancing With The Dead
Oh God In Your Great Mercy
Mathematics Of The Storm
Neolithic Way (2016)

## Videografie
- 2001: Never Been In Love

## Tour data
In de oude formatie heeft de band in 2001 drie keer in Finland opgetreden. Na het uitkomen van Vol. II volgt begin 2011 een tour in de Verenigde Staten als voorprogramma van Cradle of Filth.